# Marby och Marbystrand
Marby och Marbystrand är en bebyggelse i Dagsbergs socken i Norrköpings kommun, Östergötlands län. Mellan 1995 och 2015 klassade SCB här en småort benämnd Marbystrand fast den  mindre bebyggelsen i Marby ingick i området som utgjorde småorten. Från 2015 räknas den som en tätort, namnsatt till Marby och Marbystrand. 
| Befolkningsutvecklingen i Marbystrand/Marby och Marbystrand 2010–2020                               | Befolkningsutvecklingen i Marbystrand/Marby och Marbystrand 2010–2020 | Befolkningsutvecklingen i Marbystrand/Marby och Marbystrand 2010–2020 | Befolkningsutvecklingen i Marbystrand/Marby och Marbystrand 2010–2020 | Befolkningsutvecklingen i Marbystrand/Marby och Marbystrand 2010–2020 |
| --------------------------------------------------------------------------------------------------- | --------------------------------------------------------------------- | --------------------------------------------------------------------- | --------------------------------------------------------------------- | --------------------------------------------------------------------- |
| |                                                                       |                                                                       |                                                                       |                                                                       |
| År                                                                                                  |                                                                       |                                                                       | Folkmängd                                                             | Areal (ha)                                                            |
| 2010                                                                                                | 2010                                                                  |                                                                       | 148                                                                   | 37#                                                                   |
| 2015                                                                                                | 2015                                                                  |                                                                       | 255                                                                   | 64                                                                    |
| 2020                                                                                                | 2020                                                                  |                                                                       | 292                                                                   | 64                                                                    |
| Anm.: ny tätort 2015, var före dess en småort som 2010 hade 148 invånare på 37 hektar # Som småort. |                                                                       |                                                                       |                                                                       |                                                                       |